# Téterchen
Téterchen là một xã trong vùng Grand Est, thuộc tỉnh Moselle, quận Boulay-Moselle, tổng Boulay-Moselle. Tọa độ địa lý của xã là 49° 13' vĩ độ bắc, 06° 33' kinh độ đông. Téterchen nằm trên độ cao trung bình là 250 mét trên mực nước biển, có điểm thấp nhất là 220 mét và điểm cao nhất là 372 mét. Xã có diện tích 8,75 km², dân số vào thời điểm 1999 là 608 người; mật độ dân số là 69 người/km².

## Thông tin nhân khẩu
| 1962 | 1968 | 1975 | 1982 | 1990 | 1999 |
| ---- | ---- | ---- | ---- | ---- | ---- |
| 629  | 675  | 631  | 701  | 703  | 608  |